# Tierra helada
Tierra helada – najwyższe piętro w górach Ameryki Łacińskiej, położone na wysokości powyżej 4000 – 4500 m n.p.m. W dolnej części tego piętra występuje roślinność trawiasta. Górna część to piętro śnieżne z wiecznie leżącymi śniegami i lodowcami górskimi.